# Alí ibn Yússuf
|  | Per a altres significats, vegeu «Alí ibn Yússuf (desambiguació)». |

Alí ibn Yússuf ibn Taixfín (o Taixufín o Taixafín) (àrab: علي بن يوسف بن تاشفين, ʿAlī ibn Yūsuf ibn Tāxfīn o Tāxufīn) (Ceuta 1082-Marràqueix 1143) fou emir dels almoràvits. Fou el segon sobirà de la branca taixufínida i va regnar del 1106 al 1143. Era fill d'una esclava cristiana de la península Ibèrica.

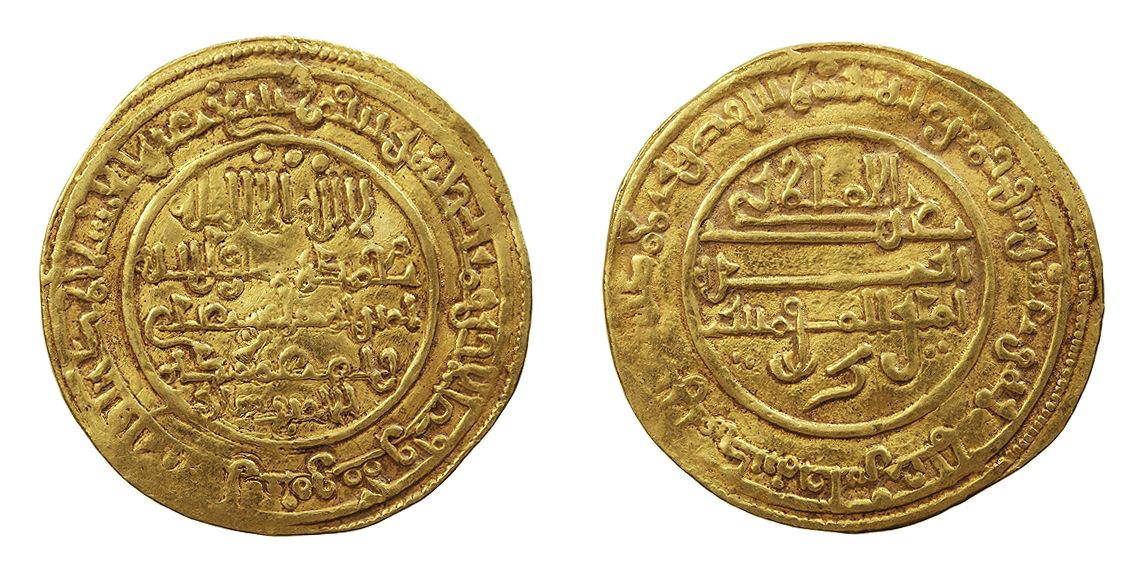
Dinar emès sota Alí ibn Yússuf a Fes l'any 528 de l'Hègira.

A la cort almoràvit, on la designació dels prínceps era pel seu origen matern, els complots anaven sempre dirigits per les princeses mares (ummahat) amb el suport dels seus parents directes i dels seus clients, i en favor dels fills propis. Per això el seu pare Yússuf ibn Taixfín es va abstenir de nomenar hereu a cap dels seus fills de diferents dones, ni al més gran Abu-Tàhir Tamim ibn Yússuf la mare del qual ja havia mort. Finalment l'elecció de successor al final de la seva vida va caure en el seu fill Alí, que fou acceptat sense cap dificultat i entronitzat a Marràqueix a la mort del pare (2 de setembre del 1106). El seu germà gran Tamim li va donar el seu suport. En canvi un nebot, Yahya ibn Abi Bakr, governador de Fes, no el va reconèixer, però al cap de poc es va sotmetre. Un altre rebel fou Abu-Bakr ibn Ibrahim al-Lamtuní, governador de Granada, que fou fet presoner i deportat a Marràqueix.
Els primers anys hi va haver conflictes entre dos clans que donaven suport a la dinastia, el lamtuma (el clan de la branca regnant) i el massufa. Alí va fer una política equilibrada entre els dos, aconsellat pels ministres andalusins que ja havien servit al seu pare.

## La batalla d'Uclés
Alí ibn Yússuf va obtenir a la península Ibèrica alguns triomfs: Ukhlidj fou assetjada i Alfons VII de Castella va enviar un exèrcit dirigit pel comte García Ordóñez, que estava acompanyat de l'infant Sanç Alfónsez, fill d'Alfons VII de Castella, per aixecar el setge. El governador Abu Tahir Tamim ibn Yusuf, germà d'Alí, va derrotar l'exèrcit enemic. El comte, l'Infant i altres nobles van morir pocs dies després a Belichón quan foren atrapats per forces almoràvits. D'aquest fet la batalla fou anomenada "la batalla dels set comtes". Conca va caure temporalment en poder de Tamim. Aquest cop fou molt fort per Alfons VII que va morir un any després (30 de juny de 1109) i la successió va passar a la seva filla Urraca (1109-1126). El 1109 el mateix Alí va fer la campanya anomenada de Talavera, que es va reproduir el 1110.

## Incursions a Aragó i Catalunya
Abu-Tàhir Tamim va fer una incursió al comtat de Barcelona el 1107, arribant fins al castell de Gelida després d'arrasar el Penedès i destruir el castell d'Olèrdola i amenaçar Barcelona. Poc després Tamim, que tenia el govern d'al-Àndalus amb seu a Granada, fou destituït i va ocupar el càrrec interinament Abd-Al·lah ibn Fàtima governador de Balansiya, fins a la presa de possessió del nou governador Mazdali ibn Sulankan, que era cosí d'Alí.
A la mort de l'emir Àhmad (II) ibn Yússuf al-Mustaín a la batalla de Valtierra del 24 de gener de 1110, a qui va succeir el seu fill Abd-al-Màlik ibn Àhmad Imad-ad-Dawla, el 1110 el cadi Muhàmmad ibn al-Hajj va atacar l'emirat de Saraqusta i entrar a Saraqusta el 29 de juny.

## Retorn a l'Àfrica i reconquesta a Portugal
Alí va retornar a Àfrica el desembre del 1110 i va deixar com a governador al seu nebot Sir ben Abu Bakr. El 1111 els seus generals ocupaven Santarém, Lisboa i Porto a Portugal. El 1112 i 1113 hi va haver campanyes a Guadalajara i la zona del Tajo, i en 1116 els almoràvits van conquerir Abrantes i altres fortaleses. El 1117 va tornar Alí en persona i va fer la campanya de Coimbra.

## Nova campanya a Aragó i Catalunya
El 1113 l'emir Mubàixxir Nassir-ad-Dawla de les Balears va demanar ajut als almoràvits per fer front a la croada pisano-catalana. El 1114 els aragonesos van entrar a Tudela, mentre els generals almoràvits van atacar altre cop el comtat de Barcelona però foren rebutjats i van patir una greu derrota en la retirada a la batalla de Martorell el juny de 1114, però l'any següent els almoràvits van tornar a terres catalanes i van assetjar Barcelona dos dies, fent que l'expedició catalana a les illes Balears hagués de retornar corrent. El març del 1115 Muzdali ibn Salakan, que tornava a estar al capdavant del govern peninsular va morir en un combat contra els castellans i el va succeir el seu fill Abd-Al·lah ibn Mazdali.
El 1116 els aragonesos van ocupar Belchite i van assetjar Saraqusta però van perdre Ayerbe, Almudévar, Sarinán, Salcey, Robles i Zuera. Les forces del comtat d'Urgell prevalgueren a prop de Lleida.
Alfons Raimúndez, el rei de Galícia, aprofitant les dissensions entre Urraca I de Castella i el seu marit Alfons el Bataller, va ocupar places castellanes en possessió d'Aragó i va arribar fins a les fortaleses del Tajo que poc abans havien conquerit els almoràvits, algunes de les quals van recuperar com Coria, en una expedició dirigida per Ibrahim ibn Yússuf, germà d'Alí.
El 1118 Saragossa fou assetjada de nou —Setge de Saraqusta (1118)— i finalment va caure en mans aragoneses. Fins a la caiguda de Saragossa no havia donat gaire importància als atacs d'Alfons el bataller, i llavors va encomanar al seu germà Ibrahim ibn Yússuf recuperar el terreny perdut però fou aniquilat a la batalla de Cutanda. El 19 de desembre d'aquell any Alfons I d'Aragó entrava a Saragossa, que havia estat defensada per Abu-Bakr ibn Ibrahim as-Sahrawí, conegut per Ibn Tifalwit, declarant restablerta la dinastia Banu Hud posant al tron a Àhmad III, fill de l'emir de Rueda de Jalón com a vassall. El 1119 els aragonesos van ocupar Alagó i Alcanyís, mentre els catalans ocupaven la despoblada Tarragona. El 1120 el catalans arribaren efímerament fins a Tortosa i els aragonesos ocupaven Mallén, Magallón, Borja, Ariza, Tarassona, Qalat Darwaca i Qalat al-Ayyub, i el 1121 Épila, Ricla, Bubierca i Alhama i els pobles de la riba del Jiloca, Monreal i Belchite.
El 1120 es va produir una revolta a Qurtuba i Alí va venir en persona el 1121 i la va sufocar. El 1124 els aragonesos van ocupar Madina Salim. Tornava a exercir el govern peninsular Tamin però una derrota davant els castellans a la batalla d'Aranzuel li va fer perdre el càrrec el 1125 en favor d'Abu Umar Inallu, net d'Alí.

## La campanya aragonesa contra Balansiya i Qurtuba
El 1125 Alfons I d'Aragó va iniciar l'expedició a Balansiya: va atacar Alzira sense èxit i va seguir cap a Dàniyya on fou rebutjat el 31 d'octubre; va avançar cap a Xàtiva, després Madina Mursiyya i fins a Vera i Almanzora per recular a Purchena i després cap a Baza que va atacar sense resultat; el 4 de desembre va atacar Guadix que no va poder conquerir; va anar a Graena i Alcazar llocs on se lo van unir molts mossàrabs i va retornar cap a Guadix; el 7 de gener del 1126 va arribar a Diezma i va acampar a la vora del Fardes.
El seu exèrcit va arribar a 50.000 homes pels molts mossàrabs que se li unien, i projectava atacar Granada però el mal temps i la presència de molts soldats almoràvits el van fer desistir i va aixecar el camp (22 de gener) passant per Maracena, Pinos Puente, Laseca (prop d'Alcalá la Real), Luque, Baena, Écija, Cabra, Polei, fins a derrotar els almoràvits a la batalla d'Arnisol per a després va passar La Alpujarra, creuar els rius Solobreña i Guadalfeo i va arribar a Vélez-Màlaga on va girar altre cop cap a Granada passant per Dilar i Alhendín on va trobar contingents musulmans als que es va enfrontar i va posar en fuita. Després va entrar a la Vega de Granada, va creuar Serra Nevada, i per Alicún, Guadix, Murciyya, Xàtiva i Alcolea de Cinca va retornar a l'Aragó.
El 1129 els aragonesos entraven a Molina de Aragón. El comte portuguès Alfons I Henríquez va vendre Chaves als almoràvits, però la va haver de recomprar quan es va revoltar la població local cristiana. El 1131 els castellans van ocupar Caracuel. El 1132 les milícies de Toledo manades per Rodrigo Gonzalo, van fer una incursió fins a Sevilla, el governador de la qual va morir. Taixfín ibn Alí fou destituït i enviat com a governador a Còrdova, i a Granada fou nomenat Abu-Muhàmmad az-Zubayr ibn Úmar Azuel. El 1133 els aragonesos van ocupar Mequinensa i els castellans van fer una incursió fins a Jaén, Còrdova i Cadis.
El 1134 el rei d'Aragó atacava Fraga — Setge de Fraga (1133-1134) — però fou derrotat al castell de Monreal pel general Yahyà ibn Alí ibn Ghàniya i li va fer aixecar el setge el 17 de juliol; llavors els aragonesos van anar a assetjar el castell de Lizana però el rei va morir poc després entre Almuniente i Poliñino. Els portuguesos van ocupar Leiria. Revolta del mossàrab Aben Cosay a la rodalia de Sevilla. El 1137 es va revoltar Conca però la rebel·lió fou aplanada en sang. El 1139 els portuguesos van aconseguir una gran victòria a la batalla d'Ourique (25 de juliol) després de la qual Alfons Henríquez va prendre el títol de rei. Efímeres ocupacions de Montforte i Montemor Novo.

## La guerra contra els almohades
El 1120 un predicador religiós Muhàmmad ibn Túmart al-Mahdí va començar a difondre el tawhid que portarà a l'establiment del poder almohade. El predicador es va proclamar Mahdi a Igilliz al Anti Atles, iniciant el moviment dels al-Muwahhidun (almohades) amb suport d'uns quants caps tribals de la regió i del Sus. Els atacs almoràvits cap a Igilliz no van reeixir però van forçar a Ibn Tumar a traslladar-se a Tinmell o Tinmallal o Tinmal a la vall alta del Nfis a uns 75 km al sud-sud-oest de Marràqueix.
El 1125 Ibn Tumart va encarregar al seu lloctinent Abu-Muhàmmad Abd-al-Mumin un atac contra els almoràvits, que fou inicialment rebutjat per Alí Abu-Hàkim; però Abd-al-Mumin va rebre reforços i va aconseguir la victòria prop d'Aghmat. El maig de 1128 el governador Inalu fou destituït i el va succeir Abu Hafs Umar fill de l'emir Alí; aquesta circumstància no el va eximir de ser deposat el setembre i substituït pel seu germà Taixfín ibn Alí. El 1140 els almohades van ocupar Damnat i al-Dai al Atlas mitjà, i Tafilelt. El 1129 els almohades van atacar Marràqueix durant sis setmanes però no la van poder prendre i van acabar derrotats a la batalla d'al-Buhayra. Ibn Tumart va morir poc després, però la seva mort fou amagada dos anys, fins que Abd-al-Mumin va agafar la direcció dels almohades. El 1133 els almohades van iniciar atacs al Sus i Draa.
El 1142, amb base a les fortaleses de la Djabala, els almohades van poder ocupar Taza, i aviat van arribar al Rif i fins Orània.

## Visites a la península
Alí personalment va estar quatre vegades a la península Ibèrica:
- La primera el 1106, però no va passar d'Al-Yazira al-Jadrā (Algesires). Va deixar el govern de la península al seu germà Tamim.
- La segona el 1109 en la qual va conquerir algunes poblacions a la zona del Tajo: Coria, Talavera, Madrid, Guadalajara, i Qalat al-Ayyub, però no va poder rendir Toledo. El 1110 es va atacar la zona d'Àvila
- La tercera el 1117 assenyalada per la conquesta de Coimbra el juny després d'un setge de 21 dies.
- I la quarta i darrera el 1121 quan va anar a Qurtuba per sufocar una revolta, però no va passar d'aquesta ciutat.

No obstant els seus generals van combatre sovint; les lluites contra els regnes cristians foren constants. L'essencial de les seves tropes es va destinar a la lluita contra els regnes cristians mentre que per la protecció de les seves possessions al nord d'Àfrica tropes lleugeres sota el comandament del vescomte català Reverter I (Al-Ruburtayr).
Va morir el 28 de gener de 1143. El va succeir el seu fill Taixfín ibn Alí. Cinc anys després els almohades dirigits per Abd al-Mumin entraven a Marràqueix.